# Nyésta
Nyésta település Borsod-Abaúj-Zemplén vármegye Szikszói járásában, Miskolctól 38 kilométerre északra.

## Története
Nyésta Árpád-kori település, nevét az oklevelek 1255-ben említették először, majd 1256-ban is, Neste néven.
Nyéstát még Kálmán herceg adta a tatárjárás előtt a jászói prépostságnak.
1255-ben IV. Béla király megerősítette az adományt, és határait is leíratta.
Nyésta a 20. század elején Abaúj-Torna vármegye Szikszói járásához tartozott. Az 1910-ben végzett népszámláláskor 218 magyar lakosa volt, ebből 121 római katolikus, 92 görögkatolikus volt.
2017-ben az aprócska zsákfalu nyugalmát egy kegyetlen gyilkosság zavarta meg, egy 87 éves asszonyt vascsővel vertek agyon néhány tízezer forintért.

## Közélete

### Polgármesterei
- 1990–1994: Kramcsák Géza (független)[3]
- 1994–1998: Hegedűs Gábor (független)[4]
- 1998–2002: Bárdos Ferenc (független)[5]
- 2002–2006: Bárdos Ferenc (független)[6]
- 2006–2010: Bárdos Ferenc (független)[7]
- 2010–2014: Bárdos Ferenc (független)[8]
- 2014–2019: Bárdos Ferenc (független)[9]
- 2019–2024: Fehér Gyula (független)[10][11]
- 2024– : Fehér Gyula (független)[1]

A településen a 2019. október 13-án megtartott választás után az illetékes választási szerv úgy határozott, hogy a polgármester- és a képviselő-választást is meg kell ismételni; a megismételt választás időpontját november 10-ére tűzték ki. Nyésta az egész országban az egyetlen olyan település volt, amelynek választási adatairól nem közölt adatokat a Nemzeti Választási Iroda a 2019 októberi választást követően, mert a Helyi Választási Iroda nem állapította meg azt. A döntés hivatalos indoklása az volt, hogy „a választás kitűzése óta nagyarányú lakcímváltozások következtek be olyan személyek esetében, akik nem tartózkodnak a településen”.

## Népesség
A település népességének változása:
| Lakosok száma | 44   | 45   | 40   | 43   | 34   | 46   | 62   |
|               | 2013 | 2014 | 2015 | 2021 | 2022 | 2023 | 2024 |

A 2001-es népszámlálás adatai szerint a településnek csak magyar nemzetiségű lakossága volt.
A 2011-es népszámlálás során a lakosok 100%-a magyarnak, 28,6% cigánynak mondta magát (a kettős identitások miatt a végösszeg nagyobb lehet 100%-nál). A vallási megoszlás a következő volt: római katolikus 46,9%, református 2%, görögkatolikus 32,7%, felekezeten kívüli 10,2% (6,1% nem válaszolt).
2022-ben a lakosság 79,4%-a vallotta magát magyarnak, 20,6% cigánynak (20,6% nem nyilatkozott; a kettős identitások miatt a végösszeg nagyobb lehet 100%-nál). Vallásuk szerint 20,6% volt római katolikus, 2,9% református, 38,2% görög katolikus, 8,8% felekezeten kívüli (29,4% nem válaszolt).

## Nevezetességek
- Gyümölcsoltó Boldogasszony római katolikus templom.

## Környező települések
Abaújszolnok (4 km), Monaj (8 km), Selyeb (4 km), a legközelebbi város: Szikszó (22 km).

## Közlekedés
Tömegközlekedéssel a Volánbusz által üzemeltetett 3718-as járattal közelíthető meg. A településre a 2622-es útból kiágazó 26 132-es számú mellékút vezet, Abaújszolnok felől.